# Beccariola bakeri
Beccariola bakeri is een keversoort uit de familie zwamkevers (Endomychidae). De wetenschappelijke naam van de soort werd in 1923 gepubliceerd door Karl Maria Heller.